# 德意志問題

1820年左右的德意志邦聯疆界（紅線），藍色為普魯士王國，黃色為奧地利帝國，灰色為其他成員邦國

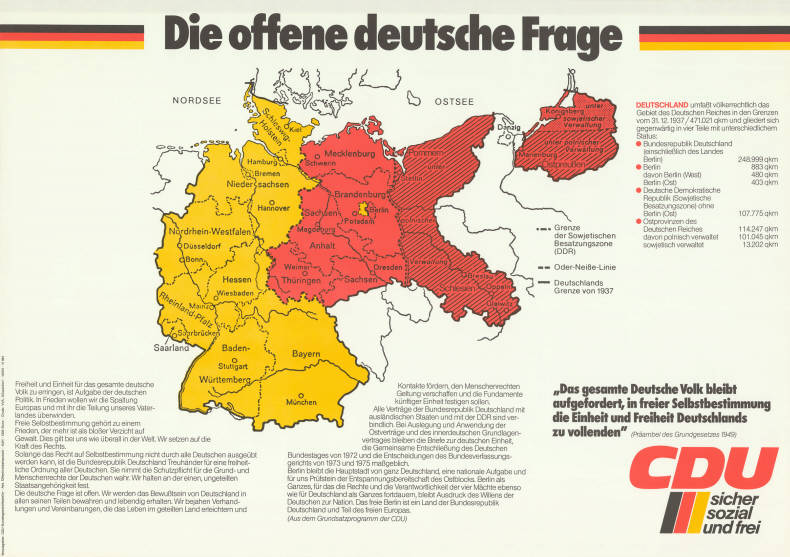
基民盟在1980發行的「懸而未決的德國問題」海報，繪有戰後德國領土歸屬議題的地圖

德國問題或德意志問題（德語：Deutsche Frage 或 Deutschlandfrage）是一個自1848年革命後長期存在的政治前途問題（國族問題），主要辯題為如何達成德意志統一這一目標上。當時分為兩個方案：大德意志（Großdeutsche Lösung）主張將所有德意志人置於一個國家之下，此方案受奧地利帝國支持；小德意志（Kleindeutsche Lösung）則主張排除奧地利帝國的任何領土，僅尋求統一北方的德意志邦國，此方案受普魯士王國支持。之後隨著普魯士王國對外戰爭（包括對奧地利）的勝利，以普魯士王國為核心的德意志帝國建立，小德意志方案勝出。
二戰後，隨著納粹德國覆亡產生的德國分裂，以及德國領土變遷問題（主要環繞在德國與波蘭對德國前東部領土的主權歸屬），也被以「德國問題」或「懸而未決的德國問題」（die offene Deutsche Frage）稱呼，並成為戰後德國及歐洲的重要政治議題。但隨著《最終解決德國問題條約》及《德波邊界條約》的簽署、東西德的統一，加上德波兩國陸續成為歐盟及申根區成員國讓兩國的人員跨境移動得以自由，這些使得二戰後的德國問題逐漸走入歷史。